# Ramat Šaret

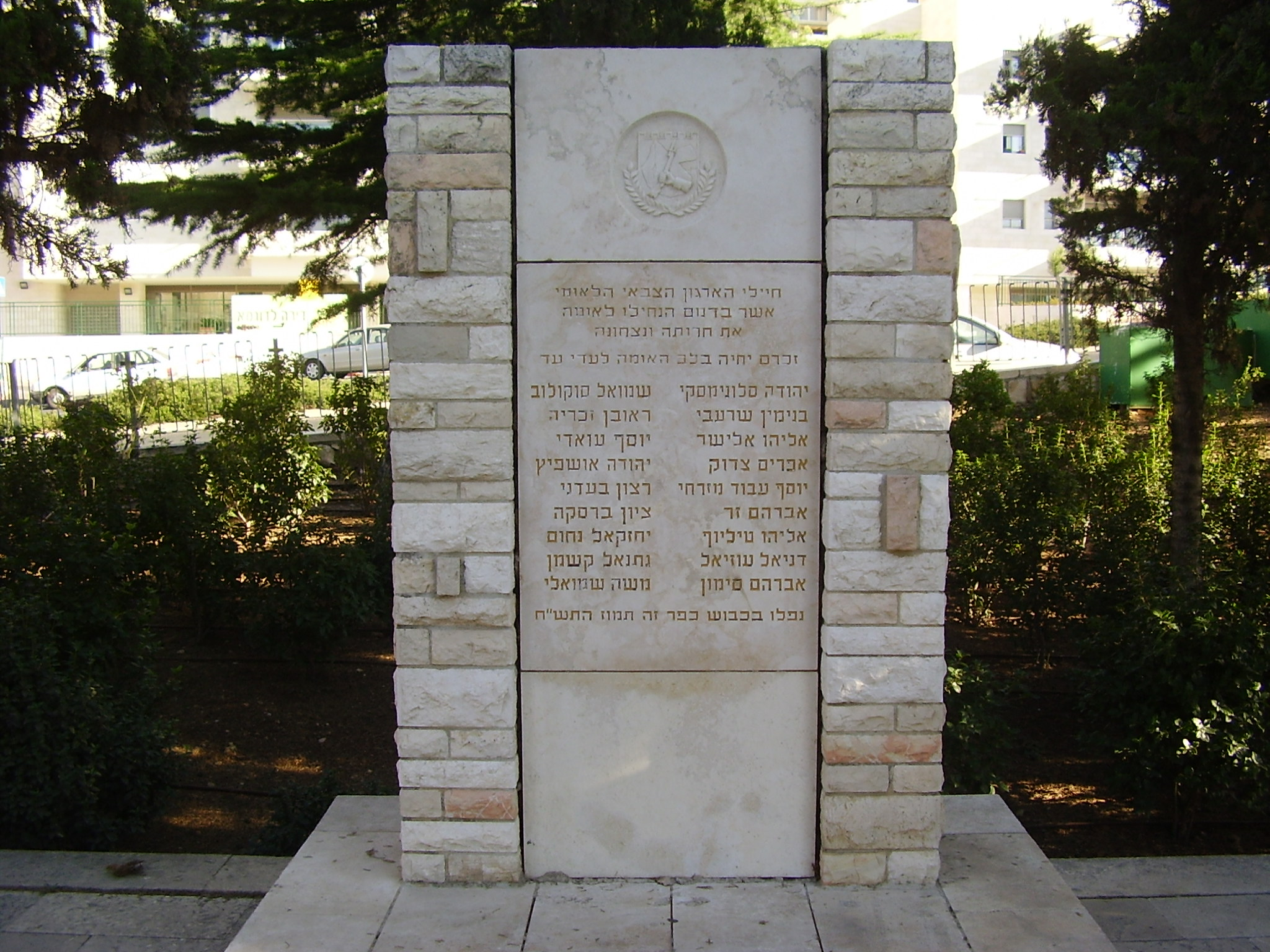
Pomník bojovníkům Irgunu

Ramat Šaret (hebrejsky: רמת שרת, doslova Šaretova výšina) je městská čtvrť v jihozápadní části Jeruzaléma v Izraeli.

## Geografie
Leží v nadmořské výšce okolo 800 metrů, cca 4,5 kilometru jihozápadně od Starého Města. Na východě s ní sousedí čtvrť Giv'at Mordechaj, na jihovýchodě Katamon, na jihu Malcha, na západě Ramat Denja, na severozápadě Mordot Bajit va-Gan a na severu Bajit va-Gan. Rozkládá se na pahorku, který je na východní straně oddělen od centrálních částí Jeruzaléma hlubokým údolím se zářezem údolí vádí Nachal Rechavja, přičemž další vádí Nachal Chovevej Cijon k němu přitéká od severu. Na západní straně od čtvrti se pak terén svažuje do lesnaté krajiny, do níž míří vádí Nachal Ejn Kerem. Hlavní silniční komunikací je zde nový tah dálničního typu (fakticky západní obchvat Jeruzaléma) podél třídy Sderot Menachem Begin. Populace čtvrti je židovská.

## Dějiny
Vznikla roku 1974. Pojmenována je podle bývalého izraelského premiéra Mošeho Šareta. Navázala na vedlejší starší bytový soubor Ramat Denja. Funguje zde střední školy pro 350 žáků. V budově se nachází i společenské centrum. Populace je převážně sekulární, socioekonomicky spadá mezi střední třídu. Vzhledem k blízkosti čtvrtě Bajit va-Gan ale nedávno začali do čtvrtě přicházet i ultraortodoxní Židé. Zástavbu tvoří vysoké bytové domy, terasovité domy a menší rezidence.